# 宇都宮市立富士見小学校
宇都宮市立富士見小学校（うつのみやしりつ ふじみしょうがっこう）は、栃木県宇都宮市鶴田町にある公立小学校。

## 概要
宇都宮市立西原小学校と桜小学校の軽減を目的とし、1957年に桜小学校の分教室第１４小学校として設置され、1958年に冬には２階建て校舎２階の西側窓から日本一の富士山が見えたのにあやかり富士見小と命名された。

## 沿革
- 1957年（昭和32年）10月 - 宇都宮市立桜小学校分教室として発足。
- 1958年（昭和33年）
  - 4月 - 宇都宮市立富士見小学校として創立。
  - 10月 - 創立記念日制定。
- 1962年（昭和37年）3月 - 校歌制定
- 1967年（昭和42年）11月 - 校旗樹立、体育館竣工。
- 1972年（昭和47年）1月 - 管理校舎竣工。
- 1982年（昭和57年）7月 - プール竣工。
- 1992年（平成4年）9月 - 新校舎落成。
- 1994年（平成6年）3月 - 屋内運動場等完成。
- 2007年（平成19年）10月 - 創立50周年記念式典挙行。
- 2011年（平成23年）2月 - ブリッジ塗装工事。
- 2022年（令和4年）11月10日 - 西校舎のトイレ工事完了。

## 通学区域
- 宇都宮市
  - 明保野町の一部[5]
  - 幸町
  - 住吉町
  - 滝の原1丁目、2丁目の一部、3丁目の一部
  - 滝谷町
  - 鶴田町の一部
  - 鶴田1丁目、2丁目の一部、3丁目の一部
  - 操町の一部
  - 睦町の一部
  - 六道町の一部

## アクセス
- 関東自動車で、「楡木街道入口」バス停下車後、学校正門まで、
  - 1番乗り場（桜小学校経由宇都宮駅西口行）から、徒歩約325m・約5分。
  - 2番乗り場（宇女校前経由宇都宮駅西口行）から、徒歩約120m・約2分。
  - 3番乗り場（宇都宮高校・鶴田駅経由西川田駅行）から、徒歩約325m・約5分。
  - 4番乗り場（流通団地経由運転免許センター・楡木車庫行）から。徒歩約140m・約2分。
    - 偶数番乗り場は楡木街道（宇都宮市道）上に、奇数番乗り場は県道宇都宮栃木線上にある[6]。